# Barcode Battler
Barcode Battler (バーコードバトラー?) är en bärbar spelkonsol utgiven av Epoch i mars 1991.
Spelen programmeras med hjälp av streckkodsförsedda kort.

### Fotnoter
1. ↑  Conveni Barcode Battler boxart Arkiverad 26 juli 2011 hämtat från the Wayback Machine.. Epoch, Co. 1991.
2. ↑  Emma Nilsson (27 februari 2010). ”Arkitekturens kroppslighet staden som terräng”. Mobygames. sid. 44.. http://lup.lub.lu.se/luur/download?func=downloadFile&recordOId=1600304&fileOId=1600307. Läst 18 juni 2014.